# Ramon Clemente i Garcia
Ramon Clemente i Garcia (València, 1887 - Barcelona, 4 d'octubre del 1909) fou un agitador català d'origen valencià. Era deficient mental i treballava com a mosso a una carboneria al carrer d'en Roig de Barcelona. Quan esclatà la Setmana Tràgica, participà en la crema del convent del Monestir de Sant Margarida i es va fer cèlebre per haver ballat obscenament amb la mòmia d'una monja jerònima mentre la transportava cap a la casa del Marquès de Comillas el 28 de juliol. Detingut per aquests fets, fou condemnat a mort per un tribunal militar i afusellat al Castell de Montjuïc.
A la pel·lícula La ciutat cremada (1976) d'Antoni Ribas on es narren els fets, el seu paper fou interpretat pel cantautor català Joan Manuel Serrat.